# شهرستان کاناوا (ویرجینیای غربی)
شهرستان کاناوا، ویرجینیای غربی (به انگلیسی: Kanawha County, West Virginia) یک سکونتگاه مسکونی در ایالات متحده آمریکا است که در ویرجینیای غربی واقع شده‌است.

## خصوصیات
شهرستان کاناوا ۲٬۳۵۹٫۴۹ کیلومترمربع مساحت دارد.